# Szárd nyelv

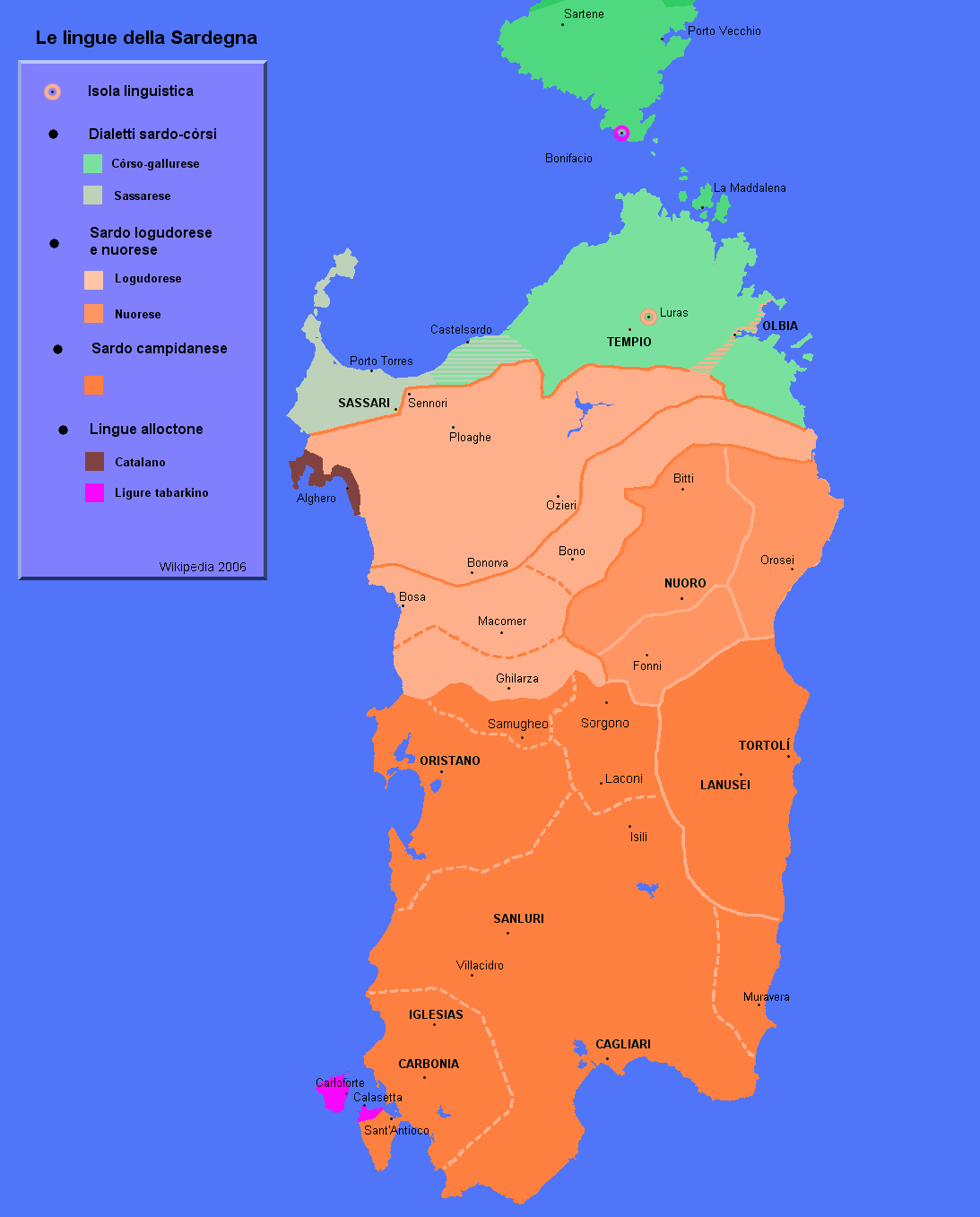
Dialektusok Szardíniában

A szárd nyelv (saját elnevezése limba sarda vagy lìngua sarda) az indoeurópai nyelvcsalád itáliai ágán belül az újlatin nyelvek nyugati (déli) csoportjába tartozik. Az Olaszországhoz tartozó Szardínia szigetén közel 2 millióan beszélik nyelvjárásait, valamennyien kétnyelvűségben az olasz nyelvvel. Két fő változata van: a logudorói (gyakorta ezt értik a tulajdonképpeni szárd alatt), valamint a délolasz hatástól érintett campidanói. Bizonyos hangtani tulajdonságai alapján a legarchaikusabb újlatin nyelvnek tekintik: magánhangzórendszere megőrizte a latin Ĭ és Ŭ, valamint E és O közötti különbséget (lat. DIGITU > didu [ˈdiðu], vö. spanyol dedo), illetve a latin C és G mássalhangzók veláris ejtését e, i előtt is.
Számos külföldi tévesen csak az olasz egy nyelvjárásának tartja, amely rendkívüli félreértés a csekély információ hiányból adódik, vagy pedig a politikai propaganda terjeszti ezt.

## Nyelvjárások
A két legfontosabb szárd nyelvváltozat a sziget északnyugati területein beszélt logudorói (logudorese), ezen belül is a legarchaikusabb vonásokat a nuorói őrzi; valamint a sziget déli felén beszélt campidanói (campidanese), amely már erős olasz hatást mutat.
Példák a nyelvjárásokra
- logudorói–nuorói (északi):
  - sas limbas – ’a nyelvek’
  - sas abbas – ’a vizek’
- campidanói (déli):
  - is lìnguas – ’a nyelvek’
  - is àcuas – ’a vizek’

Egyes források – pl. az Ethnologue – szintén a szárd nyelvjárásokhoz sorolják a gallurai (gallurese) és a sassari (sassarese) dialektusokat, azonban ezek inkább szárd hatástól érintett korzikai nyelvváltozatok, amelyek a délolasszal állnak közelebbi rokonságban.

## Hangtani sajátosságok
A szárd hangrendszer leginkább az iberoromán nyelvekkel, kisebb mértékben az olasszal és a román nyelvvel is mutat egyezéseket. Egyfelől – a már fentebb említett tulajdonságai miatt – archaikusnak tekinthető, ugyanakkor elszigetelt fejlődése miatt kialakított egyedülálló hangtani sajátosságokat is az újlatin nyelvek között.
- A spanyolhoz hasonlóan csak öt magánhangzó-fonéma van (a, e, i, o, u): az e és az o nyíltabb vagy zártabb ejtése fonológiailag nem megkülönböztető jellegű. Azonban míg a logudorói nyelvjárásban minden helyzetben előfordulhat ez az öt magánhangzó, addig a campidanóiban hangsúlytalan helyzetben csak az a, i, u állhatnak.
- Archaikus vonásnak számít a latin rövid Ĭ és Ŭ magánhangzók megőrzése, amelyek az újlatin nyelvek többségében e-re, illetve o-ra változott, így egybeolvadt a latin e és o hangokkal: jól példázza ezt a siccus ’száraz’ szó szárd megfelelője, a sicu (vö. spanyol seco és olasz secco).
- A mássalhangzórendszer archaikus jellemzője a logudorói nyelvjárásban a latin c és g veláris hangértékének megőrzése az e, i hangok előtt is: VOCEM > boghe (vö. olasz voce cs-vel ejtve, vagy spanyol voz, voces). A campidanói nyelvjárásra ebben az esetben az olaszos ejtés a jellemző.
- Az egyedülálló hangtani sajátosságok között lehet említeni a latin hosszú -LL-ből kialakult, visszahajló nyelvheggyel ejtett (retroflex) dd hangot: beddu ’szép’ (< BELLUM), caddu ’ló’ (< CABALLUM). Szintén a szárdra jellemző egyedi sajátosság az ún. kiegészítő-ejtéskönnyítő magánhangzó, amelyet mássalhangzóra végződő szavak végén ejtenek és írásban nem jelenik meg: est [ˈesti] ’van’, tempus [ˈtempuzu] ’idő’.
- A campidanói nyelvjárásban a szó nem kezdődhet r- hanggal, elé mindig egy magánhangzót toldanak be: REGEM > urrei ’király’ (hasonló történik a baszk nyelvben is a latinból átvett szavakkal, ebből a nyelvészek arra következtettek, hogy a sziget őslakosainak – máig ismeretlen – nyelvei talán az Ibériai-félsziget őslakos nyelveivel állhattak rokonságban).
- A spanyollal (illetve a kisebb ibériai újlatin nyelvekkel) közös sajátosság a b/v megkülönböztetés hiánya (sokszor írásban is ingadozás figyelhető meg): az abszolút szókezdő, illetve a nazálisok (m, n) utáni helyzettől – amikor [b] – eltekintve [v]-ként valósul meg a kiejtésben, például vida (írásban lehet bida, vita is) [ˈbiða] élet, de: sa vida [saˈviða] ’az élet’.
- Szintén a spanyollal közös jellemző a magánhangzók közötti -d-, -g- hangok laza (inkább réshangként) történő ejtése, sőt, a spanyoltól eltérően a szárdban nemcsak a szóközi, hanem a szó eleji zöngétlen mássalhangzók is zöngésülnek és réshanggá válnak az abszolút szókezdő helyzet kivételével (bár írásuk változatlan): például su tempus [suˈðempuzu] ’az idő’.
- A szó eleji zöngés zárhangok magánhangzóra végződő szó után kiesnek a kiejtésben: básicu [ˈbaziku] ’alap-’ és su básicu [suˈaziku] ’az alap-’.

A portugálhoz hasonlóan a latin CL-, FL-, PL- csoportok a szárdban cr-, fr-, pr- hangokká változtak: CLAVEM > crae (vö. olasz chiave, spanyol llave vagy clave); PLUS > prus (vö. olasz più).
- A logudorói nyelvjárásban az ibériai újlatin nyelvekkel egyezően nem kezdődhet szó s+mássalhangzóval, elé egy i- hangot toldanak be: istudiare, ispìritu stb. (vö. spanyol estudiar, espíritu).
- A logudorói nyelvjárásban a QU-, GU- csoportokból magánhangzó előtt b- lett, mint a románban: LINGUA > limba (vö. román limbă) ’nyelv’ (vö. olasz és campidanói lingua); QUATTUOR > batoro (vö. román patru) ’négy’ (vö. olasz quattro, spanyol cuatro, campidanói cuatru).
- A katalánhoz és a románhoz hasonlóan elvesztette a magánhangzók közötti latin V [w] hangot: NOVE > noe (katalán nou, román nouă, de spanyol nueve, olasz és portugál nove).

## Írás és kiejtés

### Magánhangzók
A szárdban öt magánhangzó van: a, e, i, o, u. Az e és o nyíltabb vagy zártabb ejtése nem fonológiai jellegű. A hangsúlyos magánhangzót a másodéles szavak kivételével minden esetben – balra dőlő ékezettel – jelölik (à, è, ì, ò, ù). A hangsúly jelölése szempontjából az i/u és magánhangzó kapcsolata (a spanyollal ellentétben) nem számít kettőshangzónak; a mássalhangzóra végződő szavak végén ejtett kiegészítő (eufonikus) magánhangzó viszont nem alkot külön szótagot.

### Mássalhangzók
A mássalhangzókat az alábbi betűk és betűcsoportok jelölik:
- b – abszolút szókezdő helyzetben, m után, valamint magánhangzók között kettőzve (-bb-) magyar b [b]; máskor ajkakkal ejtett lágy v [β], mint a spanyolban.
- c – e, i előtt csak a campidanói nyelvjárásban, illetve olaszból átvett szavakban fordul elő a magyar cs-nek [t͡ʃ] megfelelő hangértékkel; máskor magyar k [k].
  - ch – a che, chi szótagokban a [k] hangot jelöli.
- d – abszolút szókezdő helyzetben és n után magyar d [d]; máskor gyengén ejtett d [[ð], mint a spanyolban.
  - dd – „ízesen” ejtett hosszú d (ún. kakuminális d, mint bizonyos magyar tájszólásokban) [ɖɖ].
- f – magyar f [f]; magánhangzók között, és a mondatban szó elején (ha az előző szó magánhangzóra végződik) zöngésül, így magyar v [v] lesz.
- g – e, i előtt a campidanói nyelvjárásban, illetve olaszból átvett szavakban magyar dzs [d͡ʒ]; máskor: abszolút szókezdő helyzetben és n után magyar g [g], az összes többi esetben gyengén (réshangként) ejtett g [ɣ], mint a spanyolban.
  - gh – a ghe, ghi szótagokban a magyar g [g] hangot jelöli.
  - gn – magyar ny [[ɲ]
- j – magyar j [j].
- k – magyar k [k]: csak a campidanói nyelvjárásban használják, e, i előtt, a ch helyett.
- l – magyar l [l].
- m – magyar m [m].
- n – magyar n [n].
- p – abszolút szókezdő helyzetben, kettőzve (-pp-), valamint m után magyar p [p]; máskor zöngés réshangként ejtik: [β] (lásd még: b).
- qu – csak a campidanói nyelvjárásban fordul elő az olaszénak megfelelő hangértékkel [kw]
- r – magyar r [ɾ] vagy (kettőzve) rr [r].
- s – abszolút szókezdő helyzetben, mássalhangzó után, zöngétlen mássalhangzó előtt, valamint magánhangzók között kettőzve (-ss-) magyar sz [s]; máskor (magánhangzók között, mondatban szó elején is) magyar z [z].
- t – magyar t [t]; szó elején a mondatban, valamint az egyes szám harmadik személyű igevégződésben zöngésül és réshanggá válik, így ejtése [ð].
  - tz – a campidanói nyelvjárásban magyar c [t͡s], a logudorói–nuorói nyelvjárásban „pösze” sz [θ] (mint a spanyolországi spanyolban a z).
- (v) – magyar v [v], többnyire csak kultizmusokban vagy olasz átvételekben fordul elő.
- x – csak a campidanói nyelvjárásban fordul elő a magyar zs-nek [ʒ] megfelelő hangértékkel.
- z – a campidanói nyelvjárásban magyar dz [d͡z], a logudorói–nuorói nyelvjárásban „pösze” z [ð] (ugyanaz, mint a réshangként ejtett d).

### A szó végén ejtett hang
Az írott nyelvben a szó magánhangzóra, s-re (a többes szám jele) vagy t-re (a harmadik személyű igevégződések) végződhet, a beszélt nyelvben azonban mindig csak magánhangzóra végződik: az s-re és t-re végződő szavakat ugyanis megtoldják egy, a szó utolsó magánhangzójával azonos ejtéskönnyítő magánhangzóval. Ennek fonológiai szerepe nincs, ezért írásban nem jelenik meg. Az írásban mássalhangzóra végződő szavak kiejtését az alábbi táblázat szemlélteti:
| Végződés                | Ejtés                                  | Ejtés                                  |
| Végződés                | campidanói                             | logudorói–nuorói                       |
| ----------------------- | -------------------------------------- | -------------------------------------- |
| -as, -es, -is, -os, -us | [-aza], [-ezi], [-izi], [-ozu], [-uzu] | [-aza], [-eze], [-izi], [-ozo], [-uzu] |
| -at, -et, -it           | [-aɾa], [-eɾi], [-iɾi]                 | [-ada], [-ede], [-idi]                 |
| -ant, -ent, -int        | [-anta], [-enti], [-inti]              | [-anta], [-ente], [-inti]              |

## Nyelvtani jellemzők
Nyelvtana alapvetően nem tér el a nyugati újlatin nyelvekétől.
A többes szám jele az -s; a logudorói nyelvjárásban az -u végződésű szavak többes számában az u helyett o áll, így pl. su (< lat. IPSUM) és tsz. sos (< IPSOS).
A legtöbb újlatin nyelvtől eltérően azonban a határozott névelő nem a latin ILLE/ILLU(M), ILLA(M), ILLUD, ILLOS, ILLAS hanem az ISPUM, IPSA, IPSOS, IPSAS mutató névmásokból származik (hasonlóan a katalán nyelv Baleár-szigeteki változatához): hímnemben su, nőnemben sa, többes számban a logudorói nyelvjárásban sos és sas, a campidanóiban viszont csak egyetlen többes számú alak van, hímnemben és nőnemben egyaránt is.
A sorszámnevekre külön alakokkal nem rendelkezik, helyette a névelő (su/sa/sos/sas) + de + tőszámnév alak használatos, például su de unu (hímnem) vagy sa de una (nőnem) az ’első’.
Az igeragozásban szintén található egy archaikus jellemző, méghozzá a latin szóvégi -t megőrzése a harmadik személyekben (amely a kiejtésben zöngésül, kiegészülve egy eufonikus magánhangzóval). Az újlatin nyelvek többségétől eltérően a jelen idő és a folyamatos múlt kivételével analitikus alakokat használ a többi igeidő képzésére (hasonlóan történik a románban is). Az összetett igalakokat az àere (< lat. HABERE), illetve a feltételes módban a dare segédivel képzik; pl. as cantadu ’énekeltél’, apo a cantare ’énekelni fogok’, diamus cantare ’énekelnénk’ (szó szerint: ’éneklésre adtuk’). Példa igeragozásra a cantare (campidanói cantai) ’énekelni’ ige jelen időben:
|     | latin    | logudorói             | campidanói          | spanyol  | olasz    |
| --- | -------- | --------------------- | ------------------- | -------- | -------- |
| E/1 | CANTO    | canto [ˈkanto]        | cantu [ˈkantu]      | canto    | canto    |
| E/2 | CANTAS   | cantas [ˈkantaza]     | cantas [ˈkantaza]   | cantas   | canti    |
| E/3 | CANTAT   | cantat [ˈkantaða]     | cantat [ˈkantaɾa]   | canta    | canta    |
| T/1 | CANTAMUS | cantamus [kanˈtamuzu] | cantaus [kanˈtauzu] | cantamos | cantiamo |
| T/2 | CANTATIS | cantades [kanˈtaðeze] | cantais [kanˈtaizi] | cantáis  | cantate  |
| T/3 | CANTANT  | cantant [ˈkantanta]   | cantant [ˈkantanta] | cantan   | cantano  |

## Nyelvi példák
| Néhány kifejezés        | Logudorói nyelvjárás                                               | Campidanói nyelvjárás                                              |
| ----------------------- | ------------------------------------------------------------------ | ------------------------------------------------------------------ |
| Jó reggelt/napot!       | Bonas dies!                                                        | Bonas diis!                                                        |
| Jó estét/éjszakát!      | Bona note!                                                         | Bona noti!                                                         |
| Hogy hívnak?            | Comente ti giamas?                                                 | Comenti ti tzèrrias?                                               |
| Hogy vagy?              | Comente istas?                                                     | Coment’ istas?                                                     |
| Jól, köszönöm.          | Bene, gràtzias                                                     | Beni, gràtzias.                                                    |
| Beszélsz szárdul?       | Lu faeddas su sardu?                                               | Ddu faeddas su sardu?                                              |
| igen                    | eja / emmo                                                         | eja / ei / sissi                                                   |
| nem                     | no (magánhangzó előtt), non (mássalhangzó előtt), nono (önmagában) | no (magánhangzó előtt), non (mássalhangzó előtt), nono (önmagában) |
| Értem.                  | Cumprendo.                                                         | Cumprendu.                                                         |
| Nem értem.              | Non cumprendo.                                                     | Non cumprendu.                                                     |
| Viszlát!                | A menzus bìdere!                                                   | A si biri!                                                         |
| Tőszámnevek 1-től 10-ig | unu/una, duos, tres, batoro, chimbe, ses, sete, oto, noe, deghe    | unu/una, dus, tres, cuatru, cinqui, ses, seti, otu, noi, dexi      |